# فلورین شربان
فلورین شربان (رومانیایی: Florin Șerban؛ ‏ تلفظ رومانیایی: [floˈrin ʃerˈban]؛ زادهٔ ۲۱ ژانویهٔ ۱۹۷۵) کارگردان فیلم، فیلم‌نامه‌نویس و تهیه‌کننده فیلم اهل رومانی است.

## گزیده فیلم‌شناسی
از فیلم‌های او می‌توان به بوکس و بخواهم سوت بزنم، سوت می‌زنم اشاره کرد.